# Fawdon (metropolitana del Tyne and Wear)
Fawdon è una stazione della linea Verde della metropolitana del Tyne and Wear.
La stazione è stata inaugurata nel 1981.
La stazione si trova nel punto in cui il tracciato della metropolitana attraversa Fawdon Lane con un passaggio a livello automatico, mentre le banchine della stazione sono situate sul lato opposto della strada. La banchina verso South Hylton si trova al posto della stazione originale di Coxlodge, che fu utilizzata dal 1905 al 1929 dalla ferrovia di Ponteland. Dietro la stazione si trova l'ex progetto di housing "Fawdon Park House". Il "Fawdon Park Centre", costruito nel 1965, è attualmente in via di ristrutturazione.